# オスターカッペルン
オスターカッペルン (ドイツ語: Ostercappeln) は、ドイツ連邦共和国ニーダーザクセン州オスナブリュック郡の町村（以下、本項では便宜上「町」と記述する）である。

## 地理

### 位置
オスターカッペルンは、その南部地区が位置するヴィーエン山地北斜面から北部地区が属す湿地平原への移行部に位置し、自然・ジオパーク TERRA.vita に属している。ミッテルラント運河が町内北部のフェンネ地区とシュヴァクストルフ地区を通っている。
ヴィーエン山地、フェンネの湿地、ゲーストラントの荒れ地、草地、混交林が多彩な地形を創りだしている。

### 隣接する市町村
オスターカッペルンは、東はボームテおよびバート・エッセン、南はビッセンドルフ、西はベルムおよびブラームシェ、北はノイエンキルヒェン＝フェルデン（フェヒタ郡）と境を接している。

### 自治体の構成
この町の地区と人口の概数は以下の通り:
- オスターカッペルン地区（約5,000人）- 行政の中心地区
- シュヴァクストルフ地区（約2,000人）
- フェンネ地区（約3,000人）

## 歴史

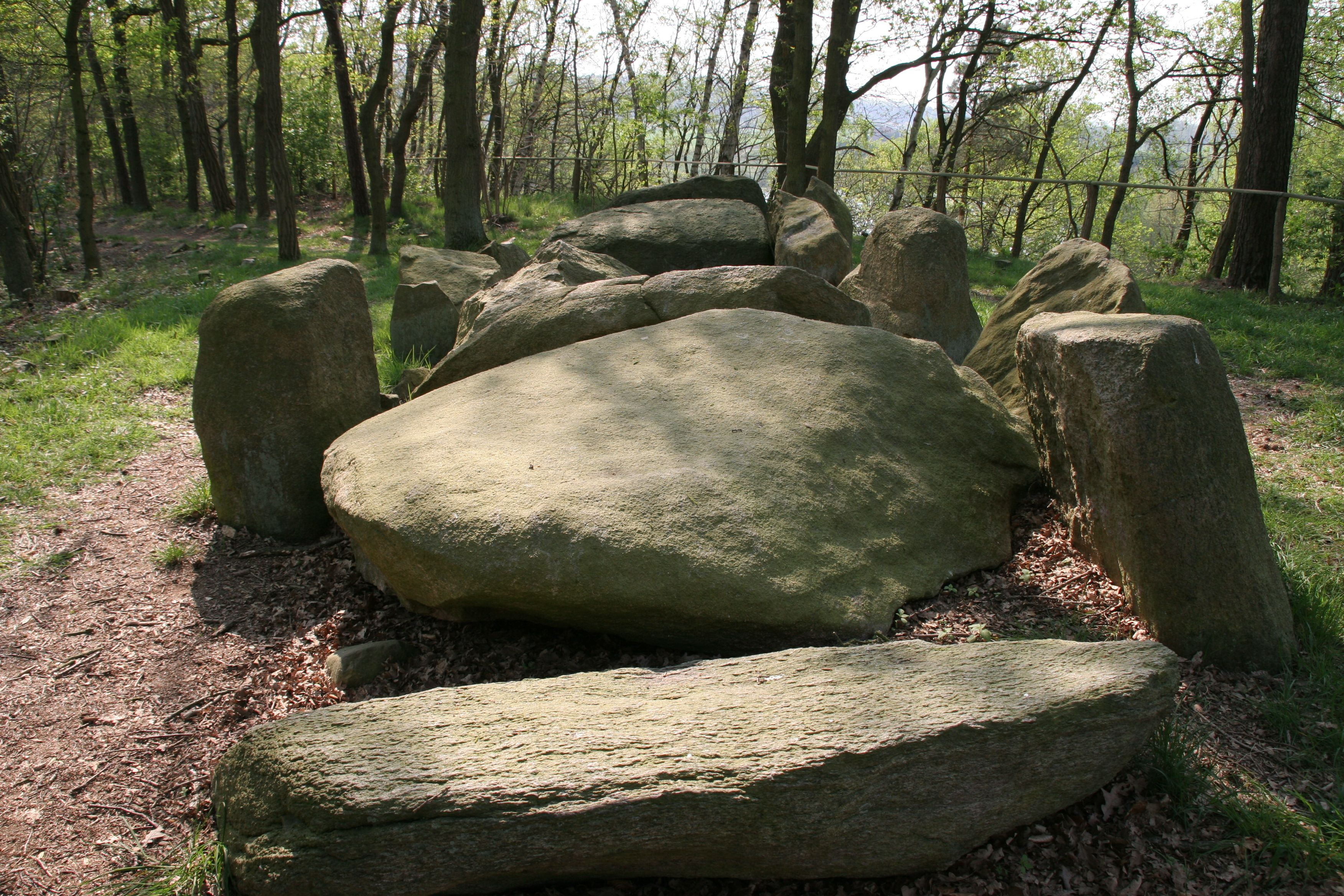
ダルプフェンナー・シュタイネ II

この町の町域では古代から定住がなされていた。5000年前にはヴィーエン山地と湿地の間に数多くの石塚が築かれた。なかでもダルプフェンナー・シュタイネとドリーハウザー・シュタイネは巨石文化街道沿いにある。

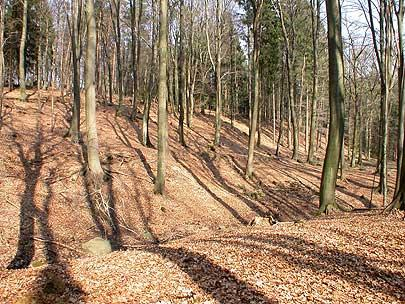
シュニッペンブルクの城塞跡

シュヴァクストルフ地区のシュニッペンブルク近くに鉄器時代の防衛城砦がある。新しい研究では、この施設は紀元前3世紀から紀元前2世紀に使用されたとされている。発掘調査の結果、詳細な建設時期は紀元前278年から紀元前268年と判明した。この防衛施設は、自然に風化する前に、原因は不明だが完全に消失していた。数多くの出土品がこの施設の重要性を示している。この周辺地域で鉄が採取でき、加工が行われていた。この防衛城砦は、大きな定住地域の中心であったと考えられる。様々な証拠が、シュニッペンブルクが単なる入植地や交易地であっただけでなく、宗教儀式を行う場所でもあったことを示している。一連のシュニッペンブルク発掘プロジェクトにより犠牲者の墓のあるエリアが確定された。この研究結果は、2007年から移動展覧会で紹介されている。
ブラームシェとオスターカッペルンとの間に、ヨーロッパ史上重要な「トイトブルクの戦い」の戦場があったと推測されている。この戦いでは、ケルスカー族の族長アルミニウス率いるゲルマン軍が、ローマ軍3軍団に壊滅的打撃を与えた。
フェンネは1074年、シュヴァクストルフは1090年、オスターカッペルンは1198年に初めて文献に記録されている。

### 町村合併
現在の自治体オスターカッペルンは、1972年7月1日にザムトゲマインデ・オスターカッペルン（ハーレン、ヒッツ＝イェスティングハウゼン、ノルトハウゼン、オスターカッペルン）とザムトゲマインデ・フェンネ（ブロクステン、ニーヴェッデ、フォアヴァルデ）およびシュヴァクストルフが合併して成立した。1975年7月1日、隣のボームテから人口100人の地域が移管された。

## 住民

### 人口推移
以下の表は、各年の12月31日時点での町域における人口を示している。
数値は、1987年5月25日の人口調査結果に基づくニーダーザクセン州統計およびコミュニケーション技術局の研究結果である
1961年（6月6日）と1970年（5月27日）の数値は、1972年7月1日に合併した地域の人口を含人口調査の結果である。町域は1975年7月1日に現在の形になった。
| 年   | 人口（人） |
| ---- | ---------- |
| 1961 | 6,963      |
| 1970 | 7,154      |
| 1987 | 7,805      |
| 1990 | 8,099      |
| 1995 | 8,996      |
| 2000 | 9,254      |
| 2005 | 9,671      |
| 2010 | 9,505      |
| 2011 | 9,502      |

## 行政

### 議会
オスターカッペルンの町議会は 24議席で構成されている。これは人口9,001人から10,000人の自治体に対する規程に従ったものである。24人の議員は5年ごとに住民による選挙で選出される。
上記議員の他に町長も町議会で投票権を持つ。

### 首長
オスターカッペルンの町長は、2021年からエリク・バルマイヤー (CDU) で務めている。彼は初回投票で 59.24 % の票を獲得して町長に選出された。
- 1984年 - 2001年: ハイツン・ショックマン (CDU)
- 2001年: ギュンター・シュレーダー (CDU)
- 2001年 - 2021年: ライナー＿エラーマン 'CDU)

### 紋章
オスターカッペルンの紋章には、黒い輪が描かれており、町名の頭文字「O」やオスナブリュックの輪を想起させる。8つの赤い菱形は、かつて独立した町村であった集落ハーレン、ヒッツ＝イェスティングハウゼン、ノルトハウゼン、オスターカッペルン（ザムトゲマインデ・オスターカッペルン）、ブロクステン、フォアヴァルデ、ニーヴェッデ（ザムトゲマインデ・フェンネ）、シュヴァクストルフを表している。この紋章は、1972年の地域・行政改革に伴い、オスターカッペルン町議会の依頼によって制作された。

### 姉妹自治体
- ボルベック（フランス語版、英語版）（フランス、セーヌ＝マリティーム県）[8]

## 文化と見所

### 音楽
フェンネは民謡の中心地とされている。ここでは、5月の母の日の週末に「国際フェンネの民謡の春」が開催される。この他に、レストラン「リンネンシュミット」では毎月ライブコンサートが開催されている。

### 建築

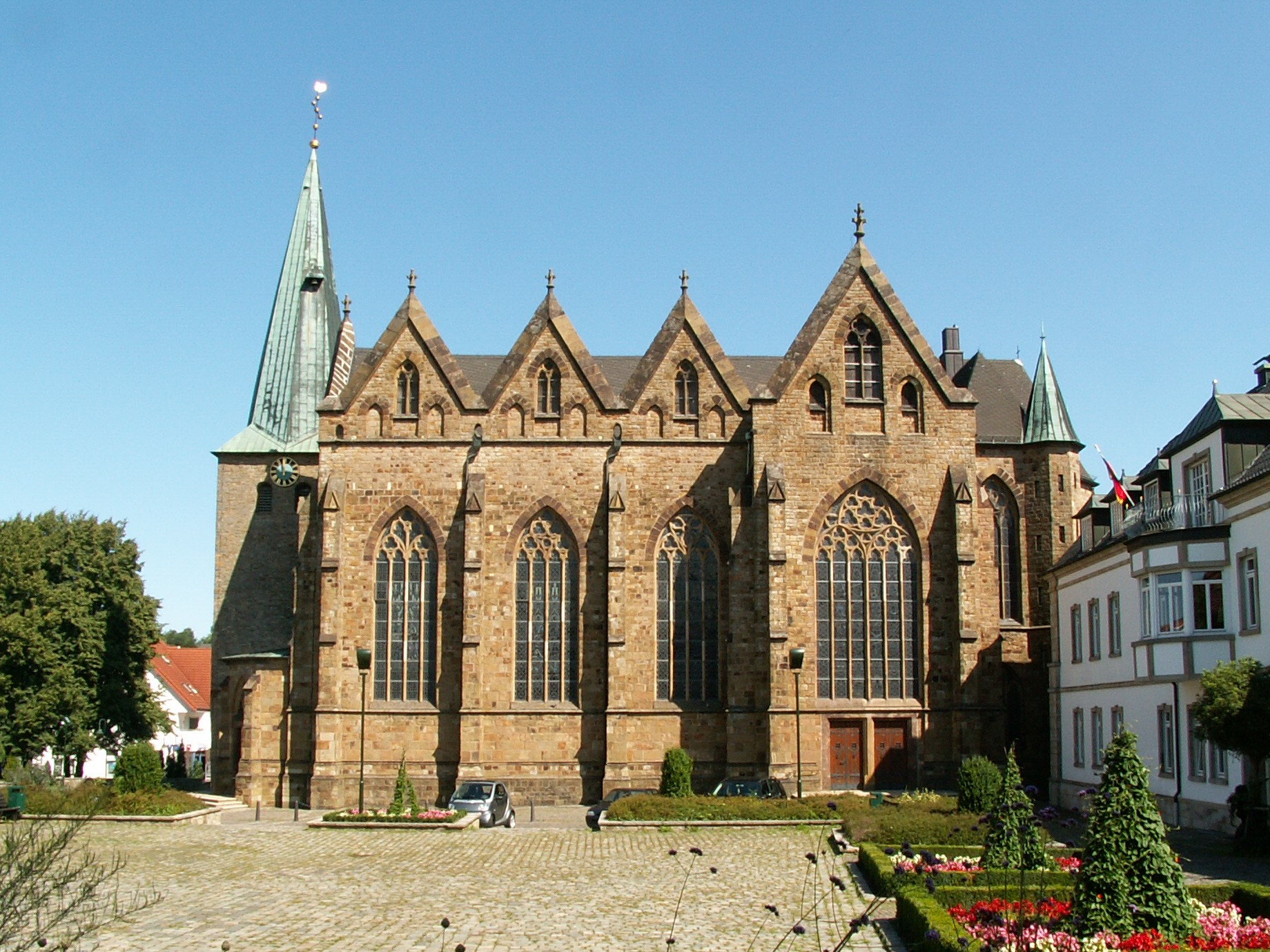
聖ランベルトゥス教会

街の中心に建つカトリックの聖ランベルトゥス教会は、おそらくオスターカッペルンで最も古くに創設された。本堂は1873年にネオゴシック様式で建設された。ロマネスク様式の教会塔は14世紀の先代の教会堂の遺構である。この先代教会の本堂は1872年に取り壊された。この教会はオスナブリュックの彫刻家ヴァルター・メルマンが製作した祭壇、朗読壇、天蓋付き聖龕を備えている。

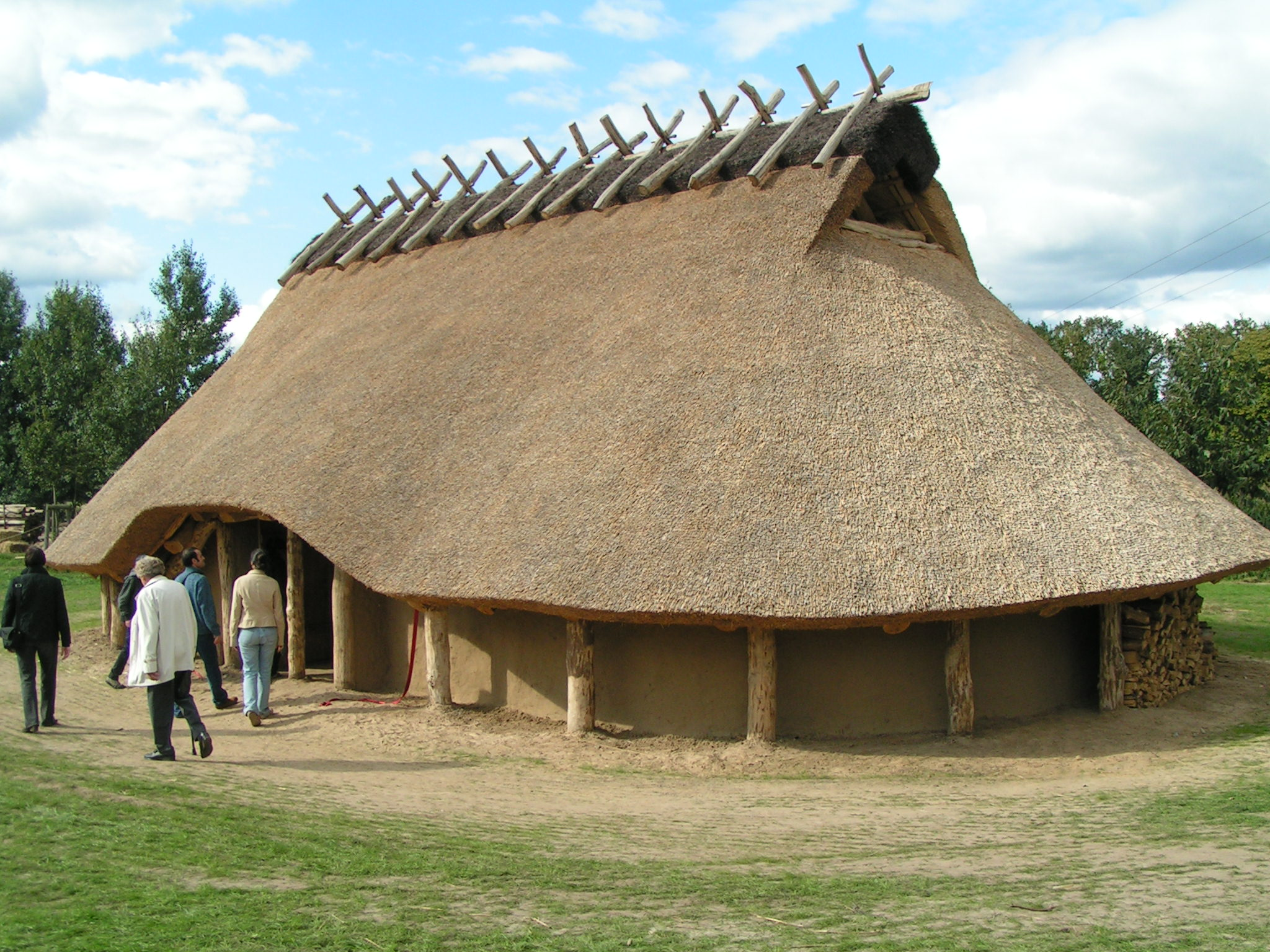
復元された鉄器時代の住居

鉄器時代にシュニッペンブルクに築かれたダルプフェンネの巨石墓、ダルプフェンネの復元された鉄器時代の住居、ブラームシェとオスターカッペルンとの間のトイトブルクの戦いの古戦場は、考古学的価値がある。ただし、これらはオスターカッペルンに利益をもたらしていない。カルクリーゼ博物館および公園は、完全にブラームシェ市内にある。レストラン「バインカー」から遠くない大きな湿地では世界最古の板敷き道が発掘された。
フェンネの博物館島は見学する価値がある。オスターカッペルンは巨石文化街道のステーションであり、DiVaウォーク沿いに位置している。

### スポーツ
ゴルフには、ゴルフクラブ・ウァルスが利用できる。ここには、3ホールのショートコースと、18ホールのコースがある。レジャーパーク・クロネンゼーでは自然を体験できる。ここにはキャンプ場や、キャンピングカーの駐車場がある。また、40 ha のクローネンゼー（湖）でウォータースポーツが楽しむことができる。標識が整備された自転車道や遊歩道は、様々なテーマを持つルートが用意されている、ペトケンブルクの池では釣りができる。

### 躓きの石
2008年11月9日、ユダヤ排斥運動の日「水晶の夜」から70周年を迎えた。これを機会に、ケルンの芸術家グンター・デムニヒが制作した6つのストルパーシュタイン（躓きの石）が同年11月11日にオスターカッペルンに設置された。これは国家社会主義独裁制の犠牲者を記念し、彼らの住まいや職場だった場所に設置されるものである。

## 経済と社会資本

### 交通
連邦道 B51号線と B65号線の共通区間（ブレーマー通り）がオスターカッペルン南部を東西に通っている。B218号線は北部地区のフェンネとシュヴァクストルフを北西から南東に通っている。
フェンネ、シュヴァクストルフ、オスターカッペルン地区は平日には1時間ごとにオスナブリュック発着のバス路線が運行している（VOS-ノルトオストのX275号線）が運行している。金曜日と土曜日にはオスナブリュックとの間に夜行バスも運行される。オスターカッペルンは N276号線、フェンネとシュヴァクストルフは N273号線である。さらに1時間ごとにバート・エッセンやプロイシシュ・オルデンドルフ行きのバス路線もある。
鉄道オスナブリュック - ブレーメン線がこの町を通っている。しかし、オスターカッペルン地区にあった駅は現在は営業していない。
ミッテルラント運河が町内を東西に通っている。

### 教育
- オスターカッペルン、フェンネ、シュヴァクストルフの基礎課程学校
- オスターカッペルンの本課程・実科学校
- 音楽学校

## 人物

### 出身者
- ヨハン・エルンスト・フォン・ハンクスレーデン（ドイツ語版、英語版）（1681年 - 1732年）イエズス会修道士、オリエント学者、インドの宣教師
- ルートヴィヒ・ヴィントホルスト（ドイツ語版、英語版）（1812年 - 1891年）政治家
- クサヴェラ・レーメ（1889年 - 1982年）フランシスコ会修道女、教育者